# 朴英玉
朴英玉（韓語：박영옥，？—），朝鲜前女子乒乓球运动员。她曾在世界乒乓球锦标赛上获得1枚金牌。1枚银牌和1枚铜牌。此外她还在1978年亚洲乒乓球锦标赛上获得女子双打冠军。